# Stanislav Rostotski
Pour les articles homonymes, voir Rostotski.
Stanislav Iossifovitch Rostotski (en russe : Станислав Иосифович Ростоцкий), né le 21 avril 1922 à Rybinsk (RSFS de Russie) et décédé le 10 août 2001 à Vyborg (Russie), est un scénariste et réalisateur soviétique, professeur d'art dramatique. Membre du Parti communiste de l'Union soviétique depuis 1951.

## Biographie
Né de l'union de Joseph Boleslavovich Rostotski, médecin réputé qui devint plus tard fonctionnaire d'État au ministère de la Santé, et de Lidia Karlovna, femme au foyer, Stanislav Rostotski passa la plus grande partie de son enfance dans un village de Russie. Là il développa un certain talent pour la découverte de la nature sauvage qui lui servit ultérieurement dans son métier de réalisateur.
En 1936, à 14 ans, il fit ses débuts dans le cinéma comme acteur en interprétant le rôle d'un garçon dans Le Pré de Béjine de Sergueï Eisenstein, qui devint son mentor. De ce film ne restent que des fragments où Stanislav Rostotski n'apparaît guère. Le célèbre réalisateur lui fit découvrir, entre autres, Honoré de Balzac, Émile Zola pour la littérature, Claude Debussy, Maurice Ravel pour la musique, les estampes japonaises, des peintres impressionnistes comme Auguste Renoir et Edgar Degas pour la peinture. Sur ses conseils, il ne se lança pas tout de suite dans une carrière cinématographique, mais continua son éducation à l'institut de Philosophie et de Littérature de Moscou. Rostotski et Eisenstein restèrent amis jusqu'en 1948, année de la mort de son aîné.
En 1942, Rostotski fut appelé sous les drapeaux dans l'Armée rouge. Après un court entraînement, il servit comme simple soldat dans la 6e brigade de cavalerie de la Garde sur le front ukrainien, où il combattit les troupes nazies pendant la Grande guerre patriotique. Le 11 février 1944, il fut gravement blessé au cours d'une action. Après son amputation de la jambe, après six mois de soins, il dut porter, à vie, une prothèse. Il fut décoré de l'ordre de l'Armée rouge pour son courage au combat.
En août 1944, Rostotski reprit ses études à la faculté de mise en scène de la VGIK de Moscou sous la direction d'Eisenstein dans la classe de Grigori Kozintsev. Il y étudia la réalisation de films pendant sept ans comme assistant dans des films de Kozintsev. En 1951, il obtint son diplôme de réalisateur ce qui lui permit de travailler aux Studios Gorki à Moscou où de 1952 à 2001 il tourna dix-sept films.
Il débuta par des films consacrés au monde rural : La Terre et les Gens (1955) et Cela s'est passé à Penkovo (1957), qui en exposant des conflits sociaux suscita le vif intérêt du public soviétique. Puis il se tourna vers le film de guerre avec Les Étoiles de mai (1959) et Ici les aubes sont calmes (1972), qui mêle récit de guerre, mélodrame féminin et aventure. Ce film fut primé au Festival de Venise en 1972 et nommé aux Oscars en 1973. En 1970, il avait déjà reçu le Prix d'Etat de l'URSS qu'il obtint de nouveau en 1975, après avoir été nommé Artiste du peuple de l'URSS en 1974. 
Il eut le même succès avec des films sur la vie quotidienne de ses contemporains, des gens « ordinaires », dont Nous vivrons jusqu'à lundi (1968), palme d'or du Festival international du film de Moscou en 1969 et Bim chien blanc à l'oreille noire (1977), qui remporta le grand prix du Festival de Karlovy Vary en 1978, l'Oscar du meilleur film étranger en 1978 et fut un grand succès international. Dans les années 1980, il s'intéressa plus particulièrement aux reconstitutions historiques avec L'Escadron des hussards volants et Les arbres poussent aussi sur les rochers (1985). Son dernier film, De la vie de Fédor Kouzkine (1988) concrétisa un projet qu'il portait depuis 1960 ; c'est l'adaptation d'un roman de Boris Mojaïev qui fait le récit de la vie difficile des kolkhoziens.
Parallèlement à sa carrière de réalisateur, il fut membre du conseil d'administration de l'Union des cinéastes et membre du jury du Festival international du film de Moscou en 1975, 1977, 1979, 1981 et en 1983. Il enseigna aussi la réalisation à l'Institut fédéral d'État du cinéma à Moscou. Il écrivit des mémoires sur Eisenstein, Sergueï Guerassimov, Andreï Moskvine et autres personnages du cinéma soviétique. Il fut aussi connu pour son soutien à la pêche de loisir et pour effectuer ses prises vivantes. Il fut décoré d'une médaille d'honneur pour le développement des ressources de la pêche en Russie et présida à plusieurs compétitions de pêche sportive.
Marié à l'actrice russe Nina Menchikova (en), il eut un fils Andreï Rostotski né le 27 janvier 1957 qui ne survécut que neuf mois à la mort de son père survenue le 10 août 2001 à Vyborg à la suite d'un arrêt du cœur. Il est enterré au cimetière Vagankovo, à Moscou.

## Filmographie

### Réalisateur
- 1952 : Chemins et routes (Пути-дороги) — film de fin d'études
- 1955 : La Terre et les Gens (ru)
- 1958 : Cela s'est passé à Penkovo (Земля и люди )
- 1959 : Les Étoiles de mai (ru) (Майские звёзды)
- 1962 : Aux sept vents (На семи ветрах)[1]
- 1963 : Croquis d'hiver (Зимние этюды)[2] — court métrage
- 1967 : Un héros de notre temps (Герой нашего времени) (diptyque divisé en Maksim Maksimytch et Bela, Fille des steppes)
- 1968 : Nous vivrons jusqu'à lundi (Доживём до понедельника)
- 1972 : La 359e Section (ou Ici les aubes sont calmes) (...А зори здесь тихие)
- 1977 : Bim chien blanc à l'oreille noire (Белый Бим Чёрное ухо)
- 1979 : Métier : acteur de cinéma (ru) (Профессия — киноактёр)
- 1980 : L'Escadron des hussards volants (Эскадрон гусар летучих) coréalisé avec Nikita Gueorguievitch Khoubov (ru)
- 1985 : Les arbres poussent aussi sur les rochers (ru) (И на камнях растут деревья) coréalisé avec Knut Andersen (no)
- 1989 : De la vie de Fédor Kouzkine (Из жизни Фёдора Кузькина) coréalisé avec Boris Mojaïev

### Scénariste
- 1958 : Cela s'est passé à Penkovo
- 1967 : Aux sept vents avec Alexandre Galitch
- 1965 : Un héros de notre temps (diptyque divisé en Maksim Maksimytch et Bela, Fille des steppes)
- 1970 : Comment devenir un homme (film à sketchs) avec Nadejda Grigorieva et Valentine Titov [3]
- 1972 : La 359e section (ou Ici les aubes sont calmes) avec Boris Vassiliev
- 1977 : Bim chien blanc à l'oreille noire avec Gavriil Troïepolski et Viatcheslav Tikhonov
- 1979 : Métier : acteur de cinéma (ru)
- 1985 : Les arbres poussent aussi sur les rochers (ru) avec Aleksandr Leonardovitch Aleksandrov (ru) et Guennadi Viatcheslavovitch Choumski [4]
- 1989 : De la vie de Fédor Kouzkine avec Boris Mojaïev

### Acteur
- 1937 : Le Pré de Béjine de Sergueï Eisenstein
- 1979 : Métier : acteur de cinéma : intervient sous le pseudonyme de S. Stepanov
- 1998 : À couteaux tirés (ru) d'Aleksandr Sergueïevitch Orlov (ru): le général Ivan Demianovitch Sintianine, mari d'Aleksandra
- (2002-2009) : Ponts brisés, série, (en russe : Разведенные мосты) : un pêcheur assis sur un tabouret

### Directeur artistique
- 1967 : Trois jours avec Viktor Tchernychiov (ru) réalisé par Mark Danilovitch Assepian (ru)
- 1970 : Comment devenir un homme (film à sketchs)
- 1972 : Quinzième printemps (ru) d'Inna Toumanian

### Assistant réalisateur
- 1953 : Découverte mystérieuse (ru)

## Distinctions
- 1968 : meilleur film de l'année selon les lecteurs de Sovietski ekran pour Attendons jusqu'à lundi
- 1969 : premier prix au Festival international du film de Moscou pour Attendons jusqu'à lundi
- 1970 : Prix d'Etat de l'URSS
- 1972 : prix des participants de la Biennale de Venise pour Ici les aubes sont calmes
- 1972 : nomination à l'Oscar du meilleur film en langue étrangère pour Ici les aubes sont calmes
- 1974 : Artiste du peuple de l'URSS
- 1974 : Prix du Komsomol
- 1975 : prix d’État de l'URSS
- 1978 : premier prix au Festival de Karlovy Vary pour Bim chien blanc à l'oreille noire
- 1978 : nomination à l'Oscar du meilleur film en langue étrangère pour Bim chien blanc à l'oreille noire
- 1980 : prix Lénine pour Bim chien blanc à l'oreille noire
- 1996 : ordre du Mérite pour la Patrie de la 4e classe
- 1997 : Prix d'honneur « Pour la contribution à la cinématographie » au festival Fenêtre sur l'Europe